# Shan (volk)
De Shan (Shan: , Birmaans: ရှမ်းလူမျိုး, Chinees: 掸族, pinyin: Shànzú) zijn een taïsche etniciteit in Zuidoost-Azië. Ze wonen voornamelijk in de staat Shan in Myanmar, maar ook in Mandalay, Kachin en Kayin, en enkele regio’s in China en Thailand. Hoewel er sinds 1935 geen officiële tellingen van het aantal Shan hebben plaatsgevonden, wordt hun aantal geschat op zes miljoen, waarmee het de grootste minderheid van Myanmar is.

## Etniciteit
De Shan kunnen worden onderverdeeld in vier grote groepen:
1. De Tai Yai of "Shan Proper"
2. De Tai Lue, die in Dai autonome prefectuur Xishuangbanna (China) wonen en in de oostelijke staten.
3. De Tai Khuen
4. De Tai Neua

## Cultuur
De meeste Shan zijn aanhangers van Theravada, waarmee ze een van de vier grote Boeddhistische etniciteiten vormen in Myanmar.
De meeste Shan spreken het Shan en daarnaast Birmaans. Het Shan wordt gesproken door ongeveer vijf tot zes miljoen mensen, en is nauw verwant aan het Thai en Laotiaans.
Van traditie zijn de Shan winkeliers, ambachtsmannen en rijstbouwers.

## Geschiedenis
Aangenomen wordt dat de Tai-Shan oorspronkelijk gemigreerd zijn uit Yunnan in China. De Shan zijn afstammelingen van de oudste tak van de Tai-Shan, bekend als de Tai Long of Thai Yai. De Tai-Shan die naar het zuiden migreerden en nu in het huidige Laos en Thailand wonen staan bekend als de Tai Noi (of Tai Nyai), terwijl de Tai-Shan in het noorden van Thailand bekendstaan als de Tai Noi. De Shan wonen sinds ongeveer de 10e eeuw na Christus op het Shan Plateau en delen van het huidige Myanmar. Het Shan-koninkrijk Mong Mao (Muang Mao) bestond ook al sinds de 10e eeuw na Christus, maar werd een Birmeense vazalstaat tijdens de regering van Koning Anawrahta van Pagan (1044-1077).
Nadat het Pagan-koninkrijk in 1287 uiteen viel door de Mongolen, richtten de Tai-Shan de volgende steden en koninkrijken op:
- Ava
- Pegu of Bago.
- Lan Xang (Laos)
- Lanna (Chiang Mai)
- Ayutthaya (Siam)
- Koninkrijk Ahom (Tai Ahom)

De Birmeense koning Bayinnaung (1551-1581) veroverde alle Shan-staten in 1557. Na de Derde Anglo-Birmaanse Oorlog in 1885 verkregen de Britten controle over de Shanstaten. Na de Tweede Wereldoorlog gingen de Shan en andere etnische minderheden in onderhandeling met de Bamar-regering. Gezamenlijk besloten ze onafhankelijk te worden van de Britten als de Unie van Myanmar. De Shanstaten werden in 1948 gezamenlijk een staat.